# Деркач, Анатолий Алексеевич
Анатолий Алексеевич Деркач (1944—2020) — советский и российский учёный и педагог в области психологии, доктор психологических наук (1981), профессор (1989). Академик РАО (2001; член-корреспондент, 1995). Заслуженный деятель науки Российской Федерации (1994). Основатель первой в России кафедры акмеологии.

## Биография
Родился 7 августа 1944 года в селе Вязовок, Городищенского района Киевской области Украинской ССР.
С 1963 по 1968 год обучался на естественно-географическом факультете Луганском педагогическом институте, и с 1968 по 1969 год занимался педагогической деятельностью в качестве преподавателя кафедры педагогики и психологии в этом институте. С 1969 по 1972 год обучался в аспирантуре при Ленинградском государственном университете.
С 1972 по 1974 год — руководитель методического сектора Центрального совета ВПО имени В. И. Ленина. С 1974 по 1975 год — заведующий Отдела школьной молодёжи Центрального комитета ВЛКСМ. С 1975 по 1982 год — первый заместитель председателя Центрального Совета ВПО имени В. И. Ленина и ЦК ВЛКСМ. С 1979 по 1981 год помимо основной деятельности являлся соискателем по кафедре социальной психологии факультета психологии Ленинградского государственного университета.
С 1982 по 2020 год работал в Академии общественных наук при ЦК КПСС — РАНХиГС при Президенте Российской Федерации: с 1982 по 2012 год — преподаватель, доцент, профессор, старший научный сотрудник, главный научный сотрудник, заведующий отделением психологии и первый проректор этой академии, с 1992 по 2019 год — организатор и первый заведующий кафедрой акмеологии и психологии профессиональной деятельности.
В 1972 году защитил диссертацию на соискание учёной степени кандидата психологических наук по теме «Обучение основам педагогического мастерства в работе с пионерами», в 1981 году — доктора психологических наук. В 1989 году решением ВАК было присвоена учёное звание — профессор кафедры социальной психологии и педагогики Академии общественных наук при ЦК КПСС. 20 апреля 2000 года был избран член-корреспондентом, а 27 апреля 2001 года — академиком Российской академии образования, являясь академиком-секретарём отделения психологии и возрастной физиологии.
Помимо основной деятельности Деркач являлся председателем редакционного совета журнала «Прикладная психология и психоанализ», учредителем и главным редактором научно-практического журнала «Акмеология», членом редколлегий: «Психология для жизни», «Энциклопедии управленческих знаний», «Спортивный психолог», «Мир психологии», «Профессиональный потенциал» и «Человеческий капитал». Деркач являлся так же заместителем председателя экспертного совета по педагогике и психологии ВАК при Министерстве образования и науки РФ.
В 1994 году Указом Президента России, Анатолий Алексеевич Деркач был удостоен почётного звания — Заслуженный деятель науки Российской Федерации.
Скончался 7 июня 2020 года в Москве.

## Основные работы
- Педагогическое мастерство организатора детского спорта / А. Деркач, А. Исаев. — М. : Радуга, 1986 г. — 387 с.
- Акмеология : личностное и профессиональное развитие человека. Методолого-прикладные основы акмеологических исследований / А. А. Деркач. — М., 2000 г. — 391 с. — ISBN 5-7729-0054-4
- Акмеология : Учеб. пособие для студентов вузов, обучающихся по направлению и специальностям психологии / А. А. Деркач, В. Г. Зазыкин. — М. [и др.] : Питер, 2003 г. — 252 с. — ISBN 5-314-00082-2
- Акмеологические основы развития профессионала / А. А. Деркач. — М. : Изд-во Моск. психол.-соц. ин-та ; Воронеж : Изд-во НПО «Модек», 2004 г. — 750 с. — ISBN 5-89502-498-X
- Социальная психология и акмеология: формирование имиджа: монография / А. А. Деркач, Е. Б. Перелыгина. — Москва : Изд-во НОУ СГИ, 2006 г. — 479 с. — ISBN 5-7037-0005-1
- Акмеология в вопросах и ответах: учебное пособие / А. А. Деркач, Е. В. Селезнева. — Москва : Изд-во Московского психолого-социального ин-та; Воронеж : МОДЭК, 2007 г. — 247 с. — ISBN 978-5-9770-0140-3

## Награды
- Заслуженный деятель науки Российской Федерации (28 октября 1994) — за заслуги в научной деятельности[5]
- Премия Президента Российской Федерации в области образования (1999) — за создание и внедрение научно-методического комплекса „Психологические основы эффективности профессиональной деятельности кадров управления и их непрерывного образования“ для системы непрерывного образования[6]
- Премия Правительства Российской Федерации в области образования (2006) — за работу «Инновационно-модульный комплекс университетского образования по специальности и направлению „Социальная работа“ для образовательных учреждений высшего профессионального образования»[7]